# Forssjö
Forssjö är en tätort i Katrineholms kommun, cirka 6 km sydost om Katrineholm.  
Forssjö har växt upp runt Forssjö bruk som tillhör Ericsbergs fideikommiss.
I Forssjö finns en F-6 skola.

## Befolkningsutveckling
| Befolkningsutvecklingen i Forssjö 1970–2020                           | Befolkningsutvecklingen i Forssjö 1970–2020 | Befolkningsutvecklingen i Forssjö 1970–2020 | Befolkningsutvecklingen i Forssjö 1970–2020 | Befolkningsutvecklingen i Forssjö 1970–2020 |
| --------------------------------------------------------------------- | ------------------------------------------- | ------------------------------------------- | ------------------------------------------- | ------------------------------------------- |
|                                                                       |                                             |                                             |                                             |                                             |
| År                                                                    |                                             |                                             | Folkmängd                                   | Areal (ha)                                  |
| 1970                                                                  | 1970                                        |                                             | 237                                         |                                             |
| 1975                                                                  | 1975                                        |                                             | 307                                         |                                             |
| 1980                                                                  | 1980                                        |                                             | 328                                         |                                             |
| 1990                                                                  | 1990                                        |                                             | 490                                         | 50                                          |
| 1995                                                                  | 1995                                        |                                             | 553                                         | 51                                          |
| 2000                                                                  | 2000                                        |                                             | 543                                         | 60                                          |
| 2005                                                                  | 2005                                        |                                             | 513                                         | 60                                          |
| 2010                                                                  | 2010                                        |                                             | 537                                         | 63                                          |
| 2015                                                                  | 2015                                        |                                             | 525                                         | 75                                          |
| 2020                                                                  | 2020                                        |                                             | 605                                         | 55                                          |
| Anm.: Ny tätort 1970. Namnändring 1980 från Forssjöbruk till Forssjö. |                                             |                                             |                                             |                                             |

## Idrott
Spökbacken är en populär slalombacke på vintern. 
Ericsbergs Goif, är Forssjös enda fotbollslag som spelar i division 6.